# Pseudocnus cornutus
Pseudocnus cornutus är en sjögurkeart. Pseudocnus cornutus ingår i släktet Pseudocnus och familjen korvsjögurkor. Inga underarter finns listade i Catalogue of Life.